# Последњи краљ Шкотске (филм)
Последњи краљ Шкотске (енгл. The Last King of Scotland) британски је историјско драмски филм из 2006. године у режији Кевина Макдоналда. Сценарио потписују Џереми Брок и Питер Морган на основу романа Последњи краљ Шкотске аутора Џилса Фодена издатог 1998. године, док су продуценти филма Чарлс Стил, Лиса Брајер и Андреа Калдервуд. Филмску музику је компоновао Алекс Хефес.
Насловну улогу тумачи Форест Витакер као угандски политичар и војни официр Иди Амин, док су у осталим улогама Џејмс Макавој, Кери Вошингтон, Џилијан Андерсон, Сајмон Макберни и Дејвид Ојелоуо. Светска премијера филма је била одржана 27. септембра 2006. у Сједињеним Америчким Државама, док је се у Уједињеном Краљевству почео приказивати 12. јануара 2007. године.
Буџет филма је износио 6 милиона долара, а зарада од филма је 48,4 милиона долара.
Филм је добио БАФТА награду за најбољи британски филм 2006. године, док је Форест Витакер добио Оскара, БАФТУ и Златни глобус за најбољег глумца у главној улози.

## Радња
Филм прати дешавања око угандског диктатора, политичара и војног официра Идија Амина (Форест Витакер) и младог шкота доктора Николаса Гаригана (Џејмс Макавој) који одлази у Уганду и постаје лични доктор диктатора Амина.

## Улоге
| Глумац           | Улога              |
| ---------------- | ------------------ |
| Форест Витакер   | Иди Амин           |
| Џејмс Макавој    | др Николас Гариган |
| Кери Вошингтон   | Кеј Амин           |
| Џилијан Андерсон | Сара Мерит         |
| Сајмон Макберни  | Стоун              |
| Дејвид Ојелоуо   | др Џуњу            |